# En public (album de Jean-Jacques Goldman)
Pour les articles homonymes, voir En public.
Albums de Jean-Jacques Goldman
Non homologué
(1985) Entre gris clair et gris foncé
(1987)
Singles
1. La vie par procuration/Quand la musique est bonne
Sortie : septembre 1986

En public est l'album live de la tournée de 1985 et 1986 de Jean-Jacques Goldman sorti en 1986. Il a été enregistré en grande partie pendant l'été 1986. Une version remastérisée de cet album live est sortie en 2014.

## Liste des chansons
| 1.  | Veiller tard                                          | 4:22 |
| 2.  | Compte pas sur moi                                    | 6:04 |
| 3.  | Envole-moi                                            | 3:53 |
| 4.  | Comme toi                                             | 5:28 |
| 5.  | La vie par procuration                                | 4:00 |
| 6.  | Sans un mot                                           | 3:46 |
| 7.  | Pas l'indifférence                                    | 4:31 |
| 8.  | Je te donne                                           | 4:31 |
| 9.  | Pas toi                                               | 6:39 |
| 10. | Quand la musique est bonne (uniquement sur double CD) | 5:06 |

| 1.  | Il suffira d'un signe              | 4:55 |
| 2.  | Elle attend                        | 3:22 |
| 3.  | Long is the road (Américain)       | 9:58 |
| 4.  | Petite Fille                       | 8:53 |
| 5.  | Ton autre chemin                   | 7:53 |
| 6.  | Medley :                           | 6:30 |
| 6a. | - Je marche seul                   |      |
| 6b. | - Quand la musique est bonne       |      |
| 6c. | - Au bout de mes rêves             |      |
| 6d. | - Encore un matin                  |      |
| 7.  | Famille (uniquement sur double CD) | 5:59 |
| 8.  | Confidentiel                       | 3:05 |

Crédits :
- Voix, guitare - Jean-Jacques Goldman
- Basse, chœurs - Claude Le Péron
- Batterie, chœurs - Jean-François Gauthier
- Guitare, Voix - Michael Jones (5)
- Voix - Carole Fredericks
- Saxophone, percussions, chœurs - Philippe Delacroix-Herpin (dit Prof Pinpin)
- Synthétiseurs, chœurs - Lance Dixon, Philippe Grandvoinet
- Violon - Patrice Mondon
- Enregistré par le studio Le Voyageur
- Ingénieur du son – Yves Jaget
- Mixé au Studio Plus XXX (Paris), par Andy Scott assisté de Joëlle Bauer et Pascale Potrel
- Producteur – Jean-Jacques Goldman, M. Lumbroso
- Distribué et administré par CBS Disques
- Concept de la pochette – Guy Bariol, Bernard Schmitt, Laurent Lesserre
- Photographies –  Claude Gassian, Émile Assier, Michel Ibanez

## Certifications
| Année | Ventes  | Certification |
| ----- | ------- | ------------- |
| 1986  | 100 000 | Or            |
| 1987  | 400 000 | Platine       |
| 1988  | 600 000 | 2 × Platine   |
| 1995  | 900 000 | 3 × Platine   |